# مون يو-سوك
مون يو سيوك (مدينة سيول الحضرية، 1969 ~) هو محام وقاضي كوري جنوبي رئيس القضاة في محكمة منطقة سيئول المركزية. شارك في كتابة سيناريو مسلسل الدراما الكورية الشهيرة "ملكة القانون: الانسة حمورابي" الذي عرض عام 2018 على قناة JTBC، وهو أيضًا الكاتب لرواية بنفس العنوان (ملكة القانون: هامورابي) التي تعتبر أصل هذه الدراما وأيضاً كاتب سلسلة دراما القانون والغموض قاضي الشيطان.